# 梅塔 (那不勒斯广域市)
梅塔（義大利語：Meta）是意大利坎帕尼亞大區那不勒斯廣域市的市镇。位于那不勒斯东南25公里处。面积为2.2平方公里，人口数量为8,041人（2010年）。